# Griante
Griante (AFI ɡriˈante, Griaant in dialetto comasco, AFI: /ɡriˈ(j)aːŋt/) è un comune italiano di 567 abitanti della provincia di Como in Lombardia. Il comune fa parte della Comunità montana del Lario Intelvese.

## Origini del nome
Secondo alcune teorie, il toponimo potrebbe derivare dal francese riant, ossia ridente.

## Storia
Nel 1335, alcuni annessi agli Statuti di Como indicano “Griante” come il comune che, inserito nella pieve di Menaggio, ha il compito della manutenzione del tratto di via Regina compreso tra la valle del torrente “de Carono” e il campo di “Pozollo”.
Nel XVI secolo, Griante costituiva un vero e proprio burg, ossia un gruppo di edifici che, in caso di necessità, potevano formare una cittadella fortificata. Il complesso fortificabile non sopravvisse alle guerre che condotte da francesi e spagnoli per la conquista del Lario.
Il 22 gennaio 1619, una barca che trasportava pietre di Moltrasio si inabissò nelle acque del lago prospicienti Cadenabbia, senza lasciare alcuna traccia.

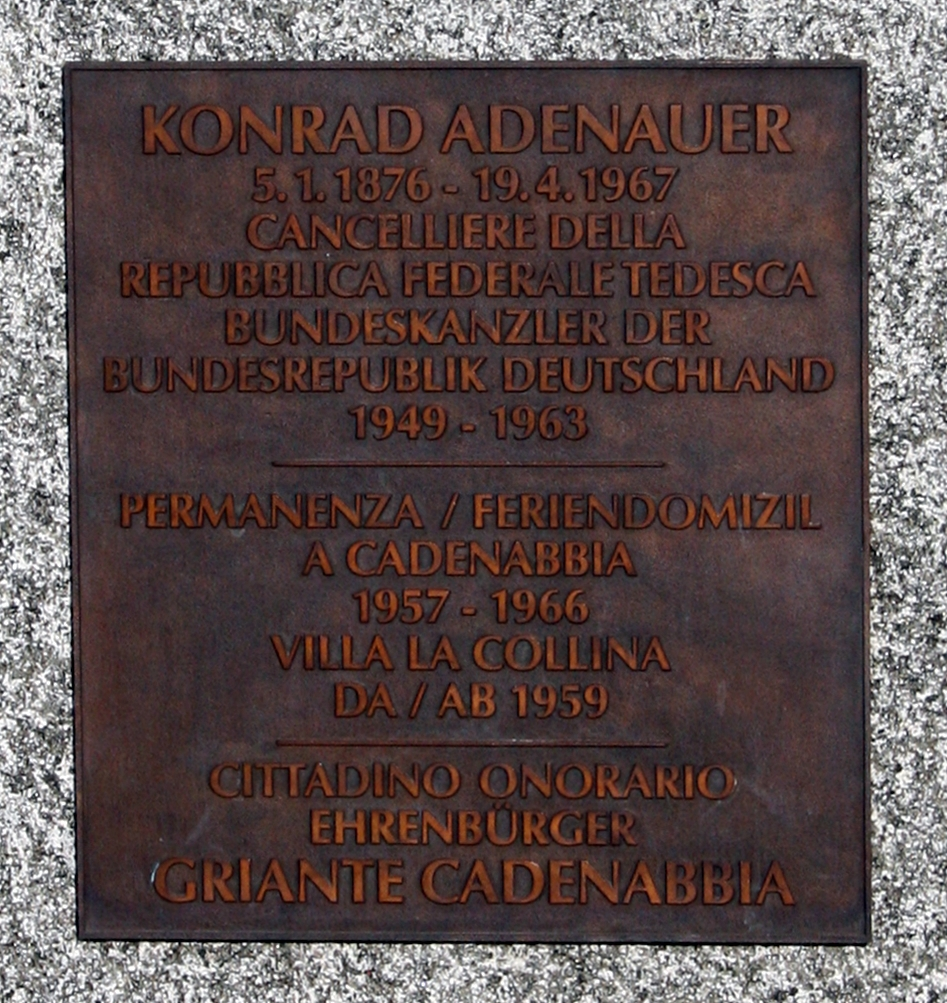
Targa del monumento ad Adenauer

Inserito nella pieve di Menaggio anche sotto il Ducato di Milano, nel 1751 il comune di Griante non risulta più infeudato dal 30 agosto 1647 ma è soggetto, per l'avvenuta redenzione, a un pagamento quindicennale.
Il comune di Griante con Cadenabbia fu interessato dalle riorganizzazioni amministrative decise da Napoleone Bonaparte, del Regno d'Italia, che nel 1807 previdero l'aggregazione del comune di "Griante ed uniti" a quello di Menaggio. Confermata con la compartimentazione del 1812, quattro anni più tardi l'aggregazione fu tuttavia abrogata in seguito alla caduta di Napoleone, quando gli austro-ungarici, tornati in possesso della Lombardia, attuarono una compartimentazione del Regno lombardo-veneto che comportò la ricostituzione del vecchio comune.
Nell'Ottocento, la frazione di Cadenabbia catturò l'interesse di viaggiatori e aristocratici: Stendhal vi aveva ambientato alcuni passi di La Certosa di Parma (La Chartreuse de Parme) ed il comune venne citato anche nella poesia Buchi nella sabbia di Ernesto Ragazzoni. I grandi editori musicali Ricordi vi possedevano una villa (Villa Margherita) in cui fu ospitato anche Giuseppe Verdi, che vi compose alcune arie della Traviata. Longfellow dedicò a Cadenabbia alcune poesie.
Tra i regnanti che soggiornarono a Cadenabbia vi furono la Regina Vittoria d'Inghilterra, lo zar Nicola II di Russia, il kaiser Guglielmo II, il principe Umberto di Savoia. Al cancelliere tedesco Konrad Adenauer, che a Griante Cadenabbia tornava ogni estate, fu donata la cittadinanza onoraria e, nel XXI secolo, dedicata una statua.
Oggi Griante Cadenabbia costituisce centro turistico di fama internazionale sul lago di Como, con la presenza di ville e hotel di prestigio.

### Simboli
Lo stemma e il gonfalone sono stati concessi con decreto del presidente della Repubblica del 4 febbraio 1993.
Il gonfalone è un drappo rettangolare di bianco al palo di rosso.

## Monumenti e luoghi d'interesse

### Architetture religiose

#### Chiesa Anglicana dell'Ascensione

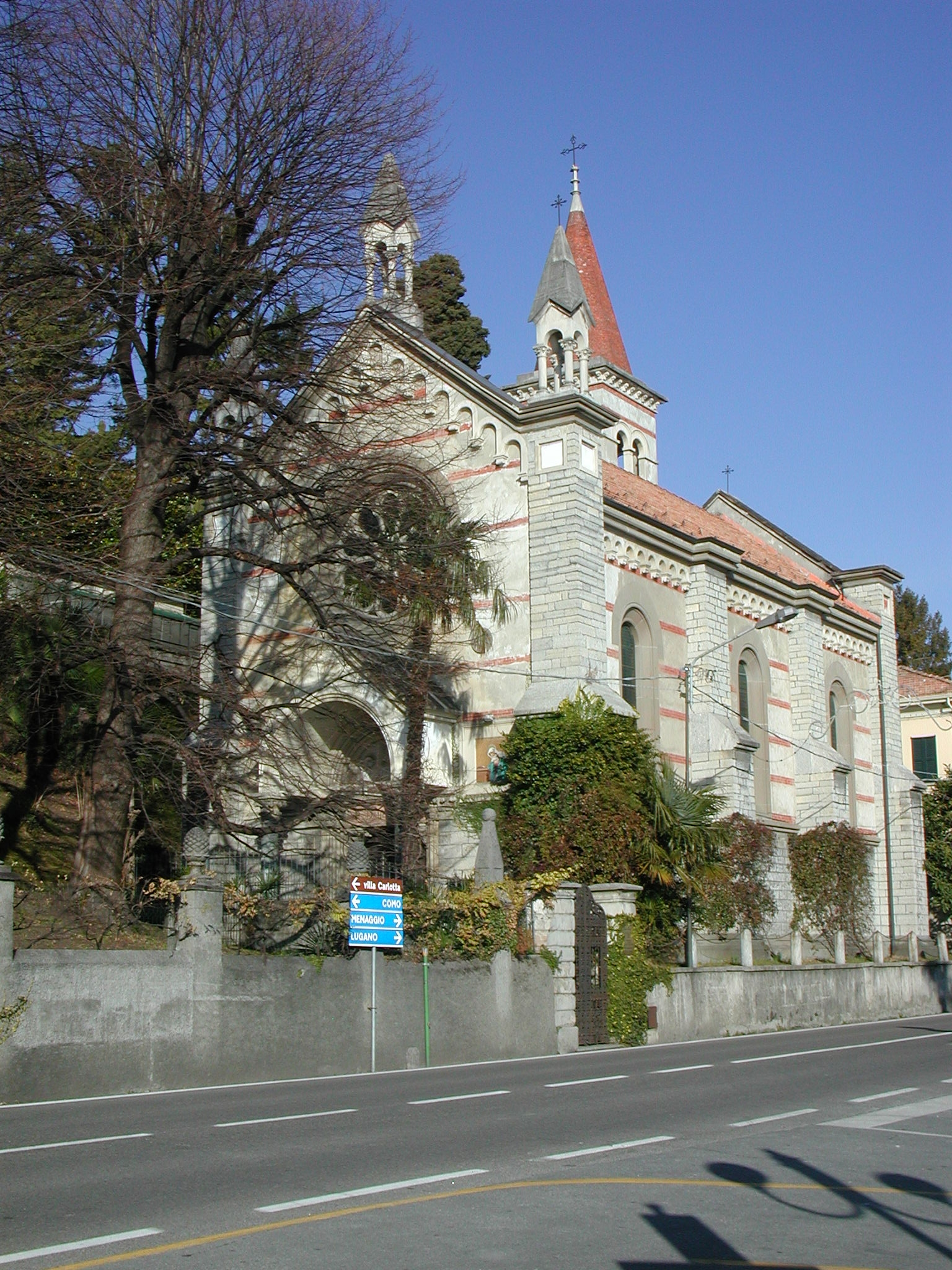
Chiesa Anglicana dell'Ascensione

Lungo la statale Regina si trova la Chiesa Anglicana, costruita a Cadenabbia tra il 1890 e il 1891.
Progettata in stile eclettico neoromanico-neogotico dell'architetto Giuseppe Brentano, la chiesa, fu edificata al servizio di una nutrita comunità di inglesi lì trasferitasi verso la fine del XIX secolo.

#### Chiesa di San Giuseppe

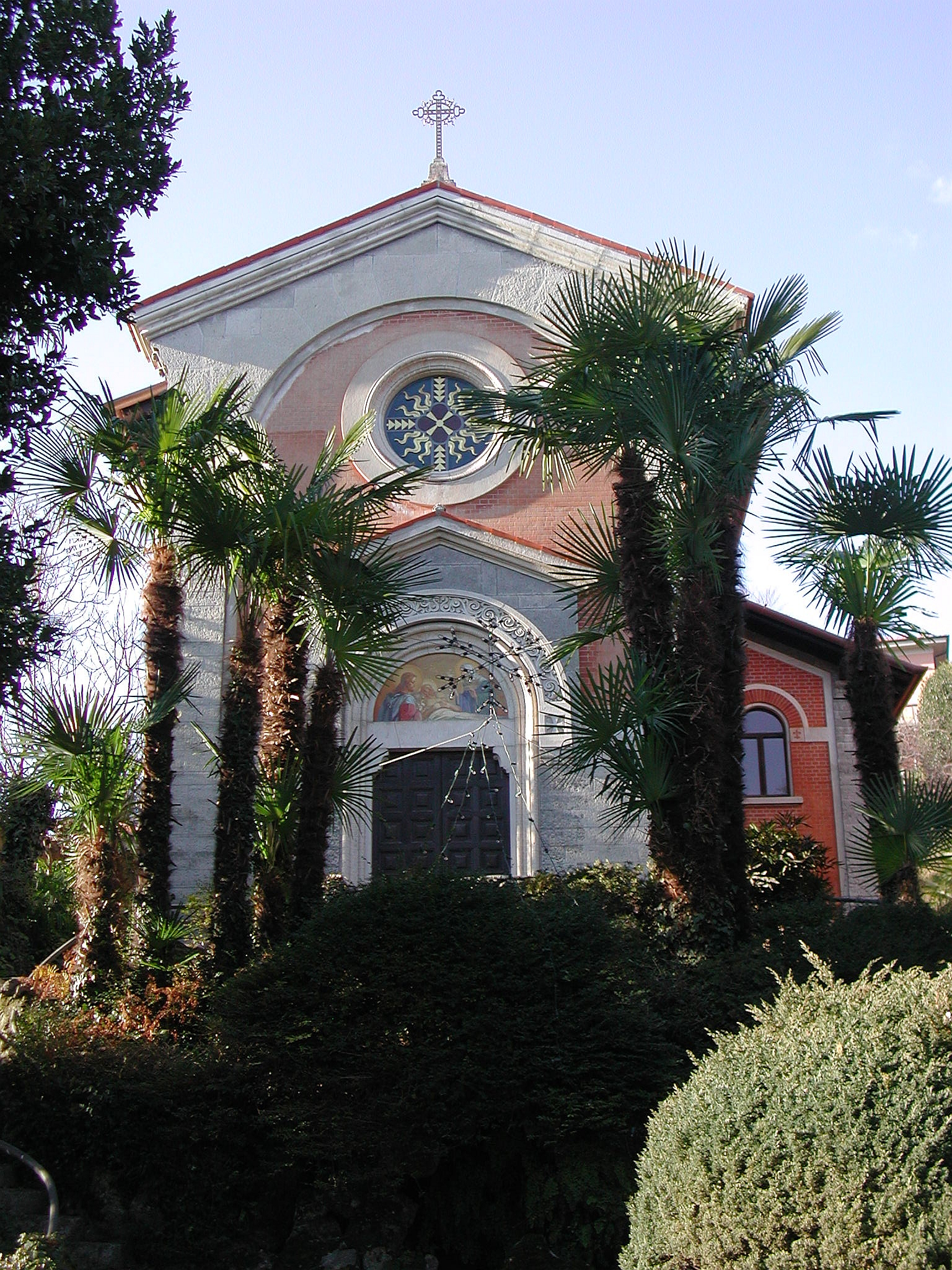
Chiesa di San Giuseppe

A Cadenabbia si trova la Chiesa di San Giuseppe, edificio a navata unica preceduto da portico.
Secondo alcuni, la chiesa sarebbe stata edificata nel 1600 dal mercante Carlo Brentano Mezzegra, ritratto assieme alla Sacra Famiglia nella pala d'altare ivi conservata. La chiesa è in realtà ben più moderna, essendo stata edificata nel secondo decennio del XX secolo a cura di alcuni cittadini; inoltre, nella pala d'altare, la famiglia di Nazaret è invece in compagnia di due santi: Achille Martire e Teresa d'Avila (Nota di Gigliola Foglia).

#### Chiesa dei Santi Nabore e Felice

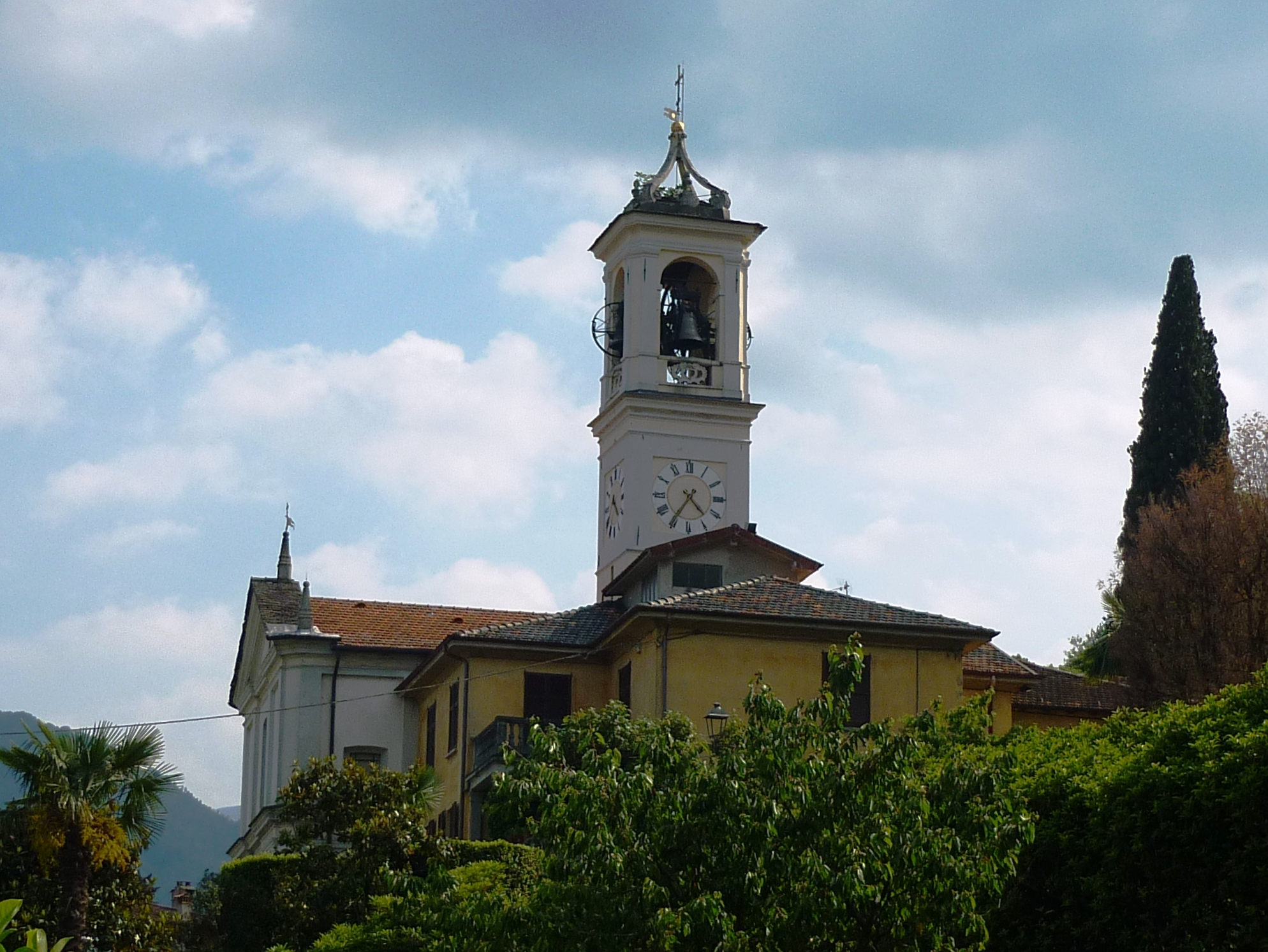
Chiesa dei Santi Nabore e Felice

La chiesa è di probabile origine medievale, sorta sulla base di un edificio religioso fatto costruire dal primo vescovo di Como per accogliere le reliquie dei santi Nabore e Felice. Elevata a parrocchiale di Griante nel 1632, la chiesa fu ristrutturata tra i secoli XVII e XVIII, con i lavori più rilevanti a essere realizzati nel decennio compreso tra il 1713 e il 1722.
Esternamente, la chiesa si presenta come un edificio ad unica navata con cappelle e doppio transetto, chiusa da un tetto a falde con copertura a tegole marsigliesi.
Internamente, la parete destra conserva i resti di un affresco Trecentesco di un'Adorazione dei Magi. Sullo stesso lato, una cappella ospita la pala di Assunzione della Vergine (1597), opera di Alessandro Maganza.

Nel transetto si trovano, due tele Settecentesche di Michelangelo Bellotti aventi come tema il martirio dei due santi titolari della chiesa. Di Luigi Morgari sono invece i medaglioni della volta, che introducono un ornamento a quadrature realizzato da Torildo Conconi.

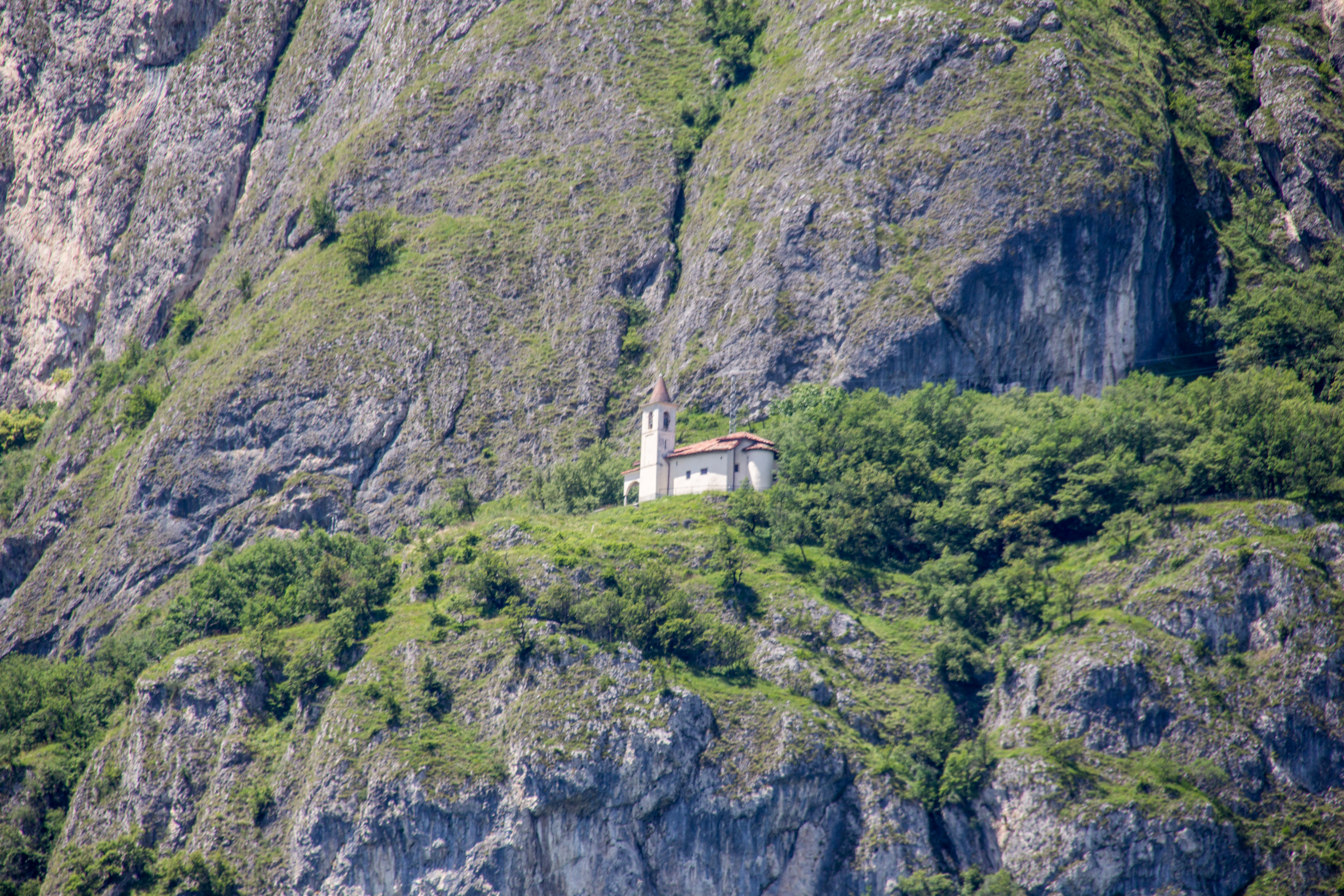
Chiesa di San Martino

Adiacente alla chiesa si trova un campanile dotato di tetto a padiglione con copertura in coppi.

#### Chiesa di San Martino
Un terrazzo naturale del Sasso di San Martino a quota 472 m.s.m. ospita la Chiesa di San Martino, di origine romanica ma rifatta nel XVI secolo. Più tardivo è il portico, risalente al XIX secolo.
Internamente, la chiesa si presenta con un'unica navata, conclusa da un'abside che conserva una nicchia in cui, dal XVII secolo, la popolazione locale venera la statua lignea di una Madonna con Bambino databile al XV secolo.
All'interno della chiesa trovano inoltre posto un altare intarsiato e un dipinto raffigurante l'episodio biblico della Scala di Giacobbe.

#### Oratorio di San Rocco

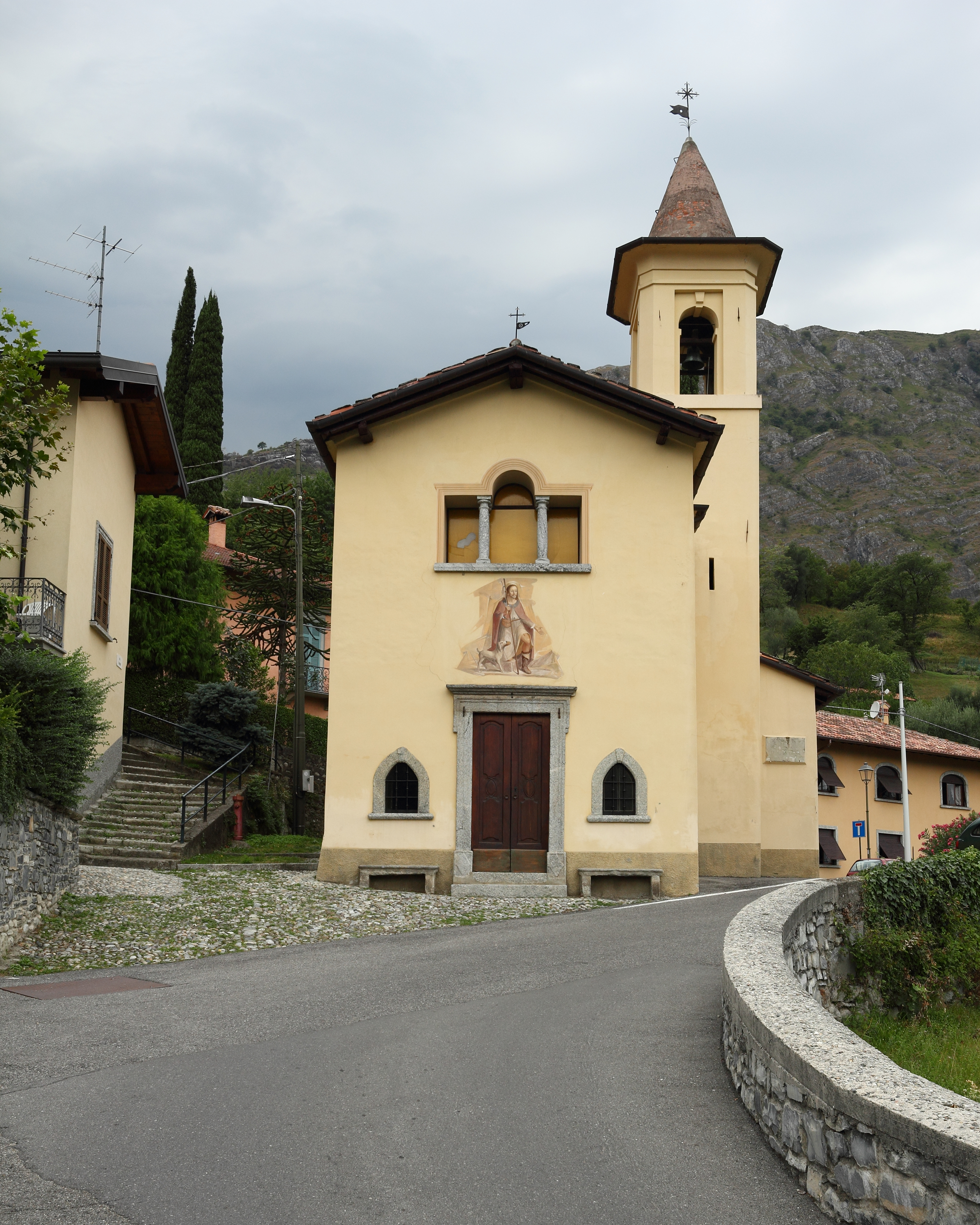
Oratorio di San Rocco

Poco distante dal centro storico di Griante si trova l'Oratorio di San Rocco, risalente al XVII secolo.

### Architetture civili

#### Villa Margherita

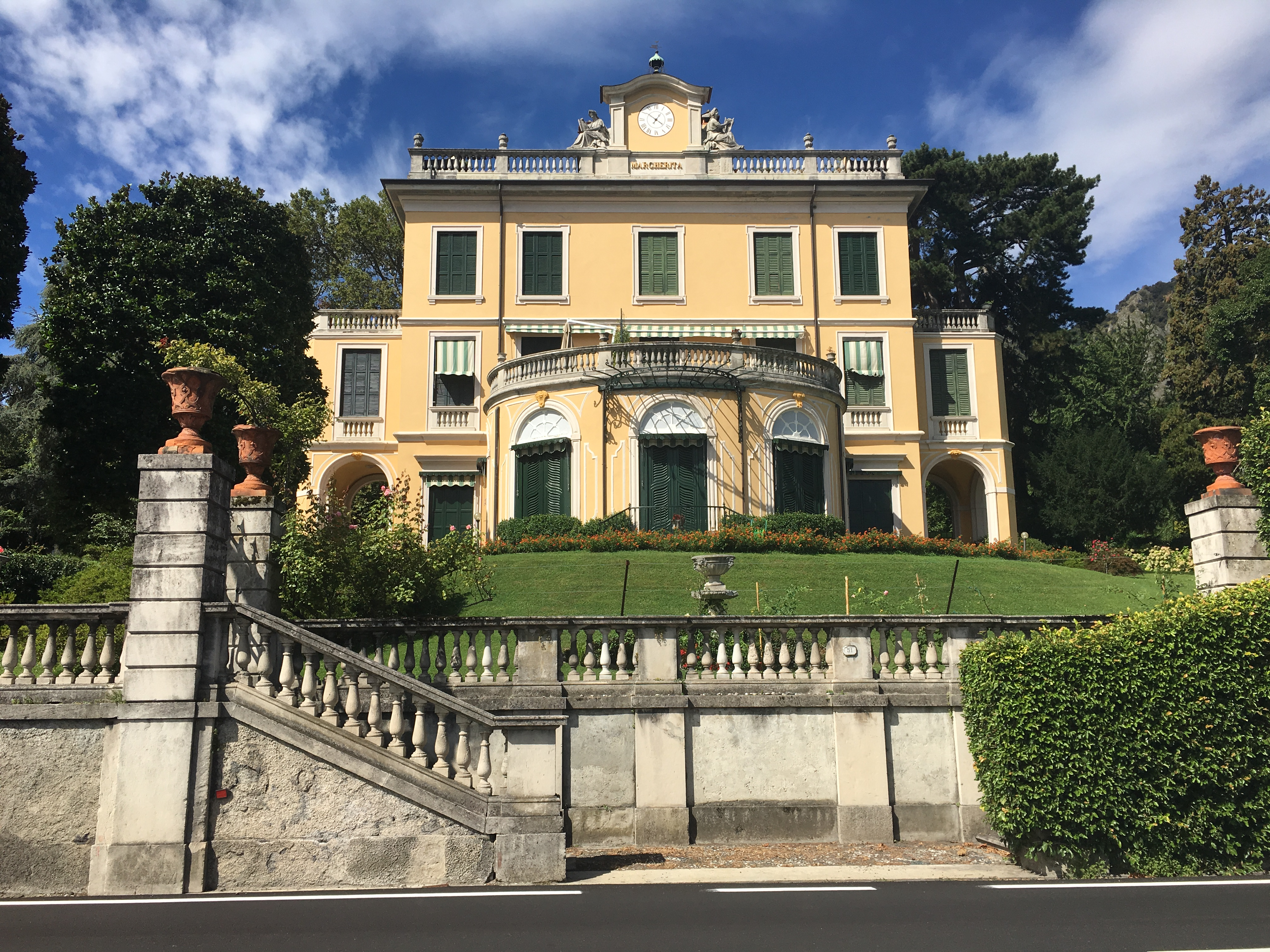
Villa Margherita

Realizzata in località Majolica di Cadenabbia nel 1853 su committenza della famiglia di Giulio Ricordi, Villa Margherita si compone di un corpo principale di tre piani a pianta quadrata, nel quale si innestano due volumi laterali a due livelli aperti a pianterreno. Un ulteriore volume a un piano, dalla forma semicircolare, s'innesta nel centro della facciata e forma la terrazza del primo piano nobile. La facciata è coronata da una balaustra di marmo che racchiude una copertura a padiglione. Secondo una tradizione, la villa avrebbe ospitato Giuseppe Verdi durante la composizione della Traviata.

#### Villa Bonaventura
Realizzata su tre livelli nel 1891 per conto di una famiglia inglese secondo un progetto dell'architetto menaggino Giacomo Mantegazza, Villa Bonaventura è dotata da un portico a tre fornici che introduce all'ingresso e che regge la balconata del piano nobile.

#### Villa Collina

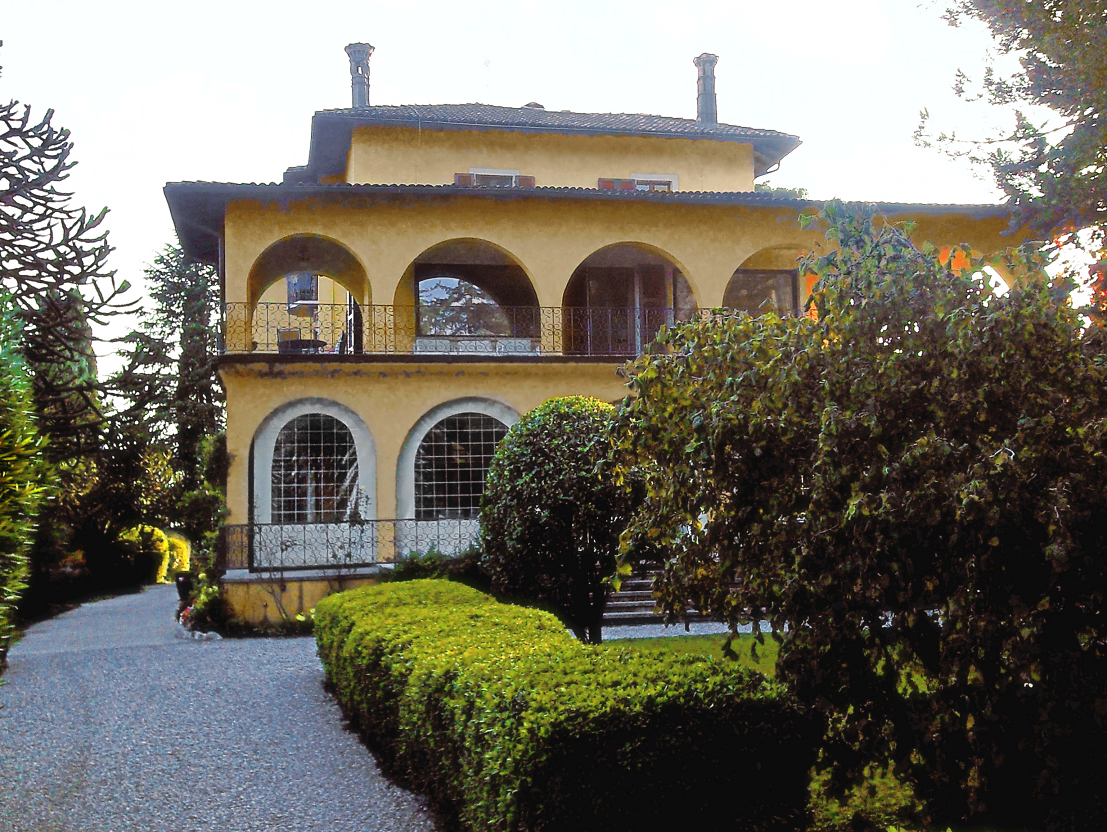
Villa La Collina

Al 1899 risale Villa Collina (o La Collina), edificata sui resti di un'antica torre di epoca medievale per conto della famiglia milanese dei Suardi. Dopo che, negli anni 1930, un cambio di proprietà aveva segnato l'inizio di lunghi periodi d'incuria, nel 1959 la villa divenne la residenza estiva di Konrad Adenauer. A quest'ultimo è intitolata la fondazione che, dal 1977, si occupa del complesso di Villa Collina, che costituisce un centro per convegni internazionali di politica e cultura.

#### Villa Maresi

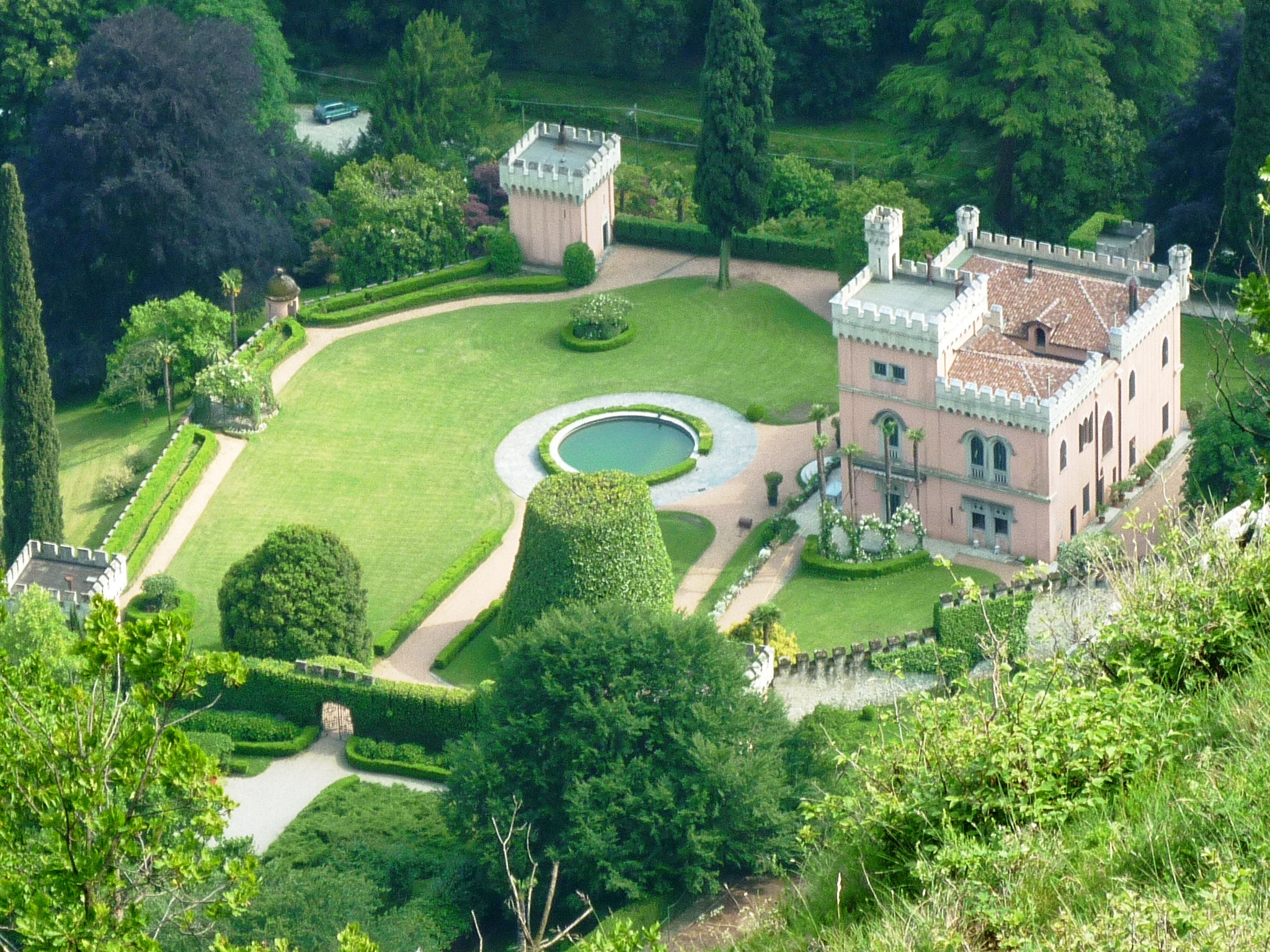
Villa Maresi

Villa Maresi fu progettata in stile neogotico inglese da Giacomo Mantegazza e dal figlio Carlo, rimaneggiando un preesistente castello fortificato del XVI secolo appartenuto ai Ronconi. La villa è cinta da mura merlate e comprende un mastio e una serie torrette di avvistamento, oltre ad alcune foresterie e una darsena con torrione costruite ex-novo secondo il progetto del Mantegazza.

#### Villa Greppi
Al XVIII secolo risale Villa Greppi, già appartenuta all'omonima famiglia nobiliare. La residenza, in precedenza appartenuta al nobiluomo e avvocato milanese Camillo Edler von Tanzi, è anche chiamata "Villa del Cedro" per via della presenza di un vecchio cedro del Libano che, assieme ad altri alberi secolari piantumati dal Tanzi, popola il parco della villa.

#### Villa Maria
Progettata su due piani in stile neorinascimentale da Giacomo Mantegazza, Villa Maria fu realizzata tra il 1889 e il 1892 per un committente americano. La villa è collocata nei pressi delle rive del lago, all'interno di un ampio parco comprensivo di una serra dall'esile struttura in ferro e vetro in vetro e ferro. Internamente, conserva la cosiddetta "Sala dorata".

Villa Maria

Esternamente, Villa Maria si presenta con un corpo centrale dotato di logge a tre archi e riprende stilemi del manierismo lombardo. All'interno, si conservano uno scalone e alcuni soffitti decorati da Lodovico Pogliaghi.

#### Villa il Giumello

Villa il Giumello

L'aspetto attuale della villa si deve ad alcuni interventi del 1920, con la ristrutturazione di una vecchia casa colonica con porticato appartenuta alla famiglia Giumello. I due piani che formano l'edificio si caratterizzano per la presenza di finestre provviste di modanatura.

#### Villa Petra
Costruita negli anni 1921-1923 su progetto di Carlo Mantegazza, Villa Petra si presenta come ornata da decorazioni a tema floreale e ringhiere in ferro battuto e si compone di un massiccio edificio a due piani, composto da un corpo aggettante e una loggia a due archi.

#### Altre ville

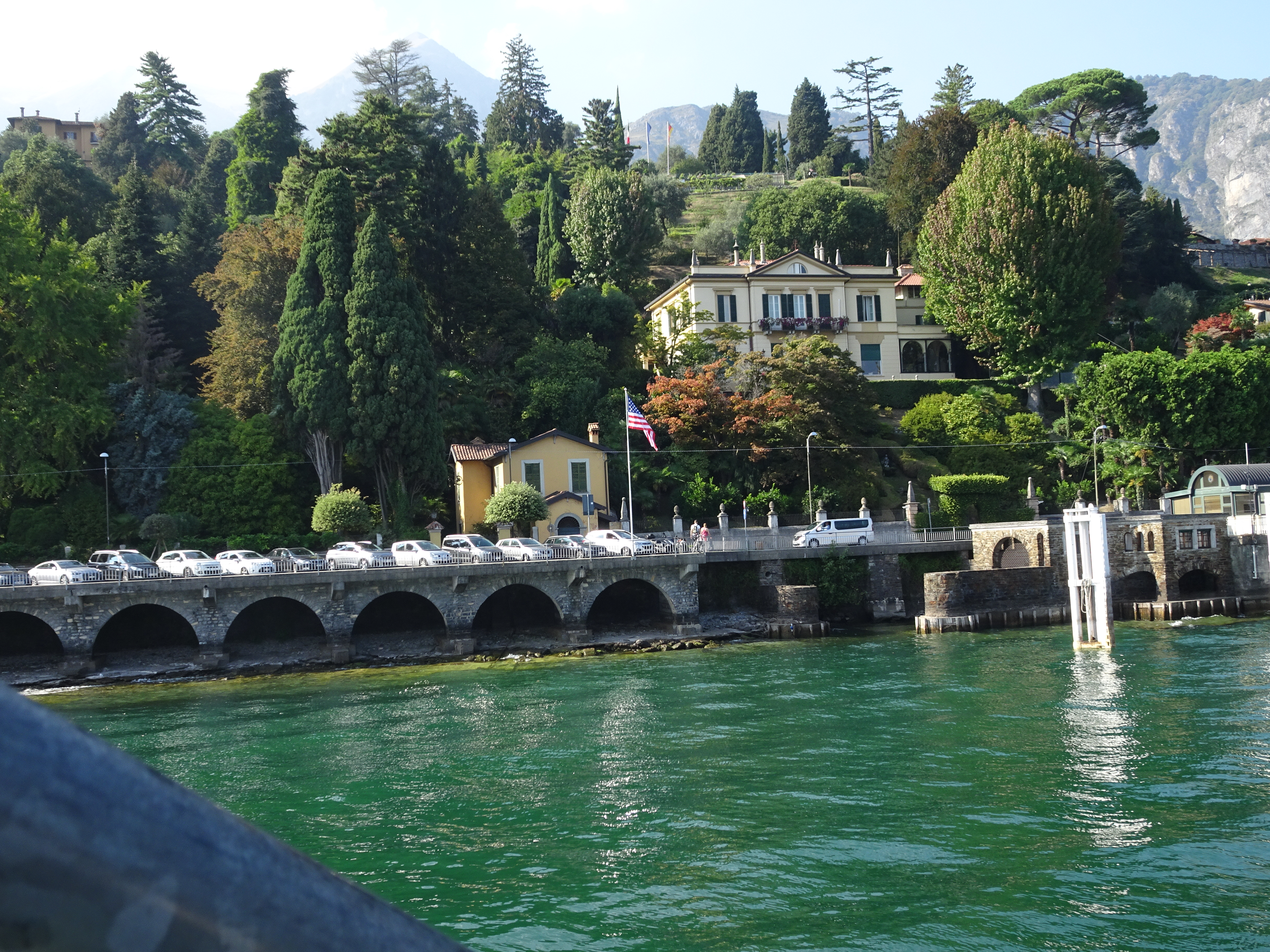
Villa Norella

- Villa Giuseppina[44], realizzata negli anni '30 per conto di una famiglia inglese, è immersa in un parco abitato da piante pregiate[45].
- Villa Guaita (1922), progettata da Giacomo e Carlo Mantegazza.[7]
- Villa Norella[46] (fine XIX secolo - inizio XX)[47].
- VIlla Rosa (1903),[48] che su una delle pareti esterne riporta un dipinto di una dama del XIX secolo[5].
- Casa Laetitia (XVIII secolo),[49] dotata di un porticato che ospita l'affresco di una Pietà.
- Casa Riva,[50] nata come castello del borgo di Griante[5] .
- Casa di villeggiatura frequentata da papa Achille Ratti[20].

#### Alberghi storici
- Grand Hotel Bellevue, già Grande Albergo della Cadenabbia (prima metà del XIX secolo).[7]
- Britannia Excelsior (prima metà del XIX secolo)[7]

#### Altro
- Monumento a Konrad Adenauer
- Sopra alla chiesa di San Martino: postazione per obici appartenente al sistema difensivo della Frontiera Nord[19]

## Società

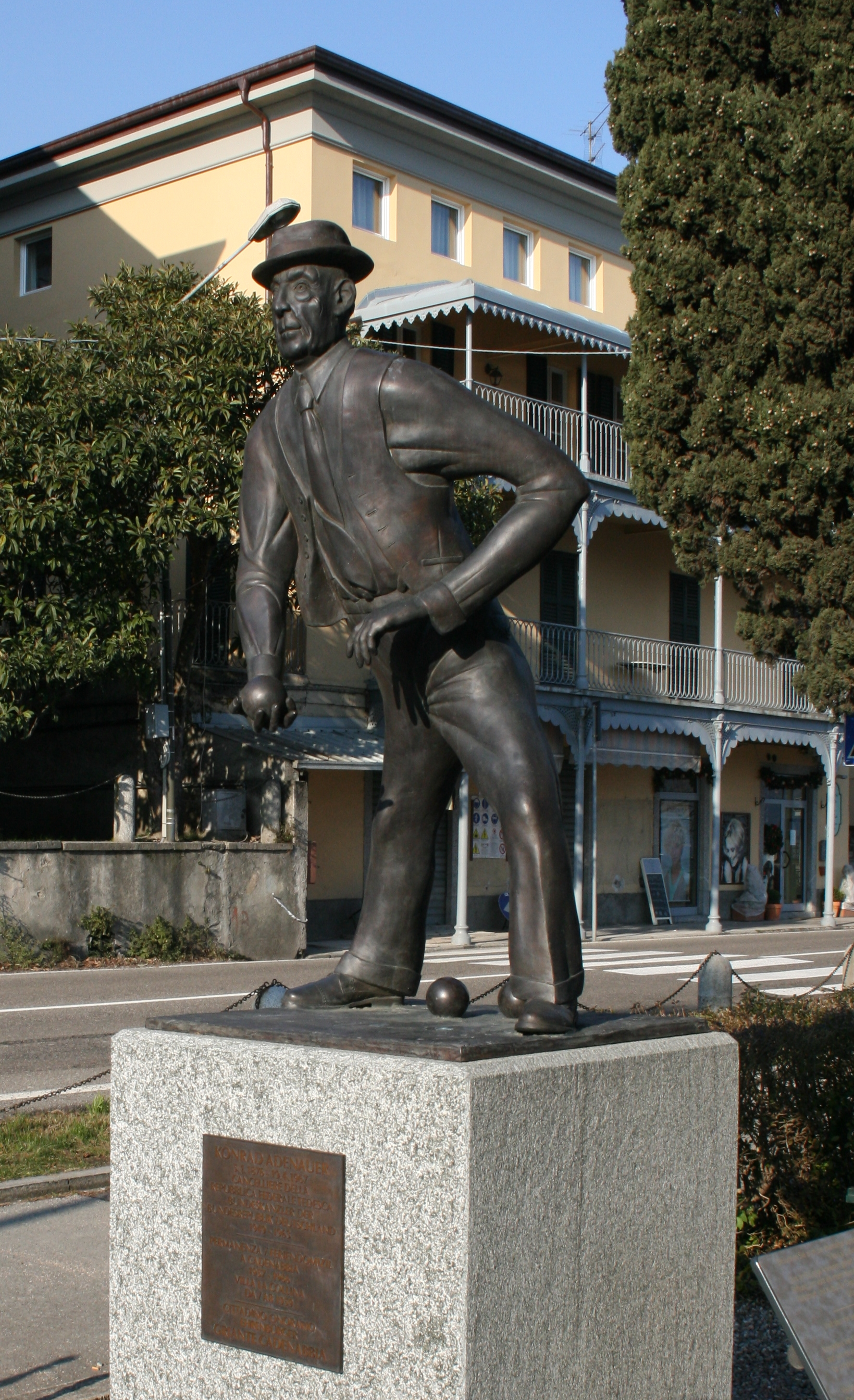
Statua di Adenauer

### Evoluzione demografica

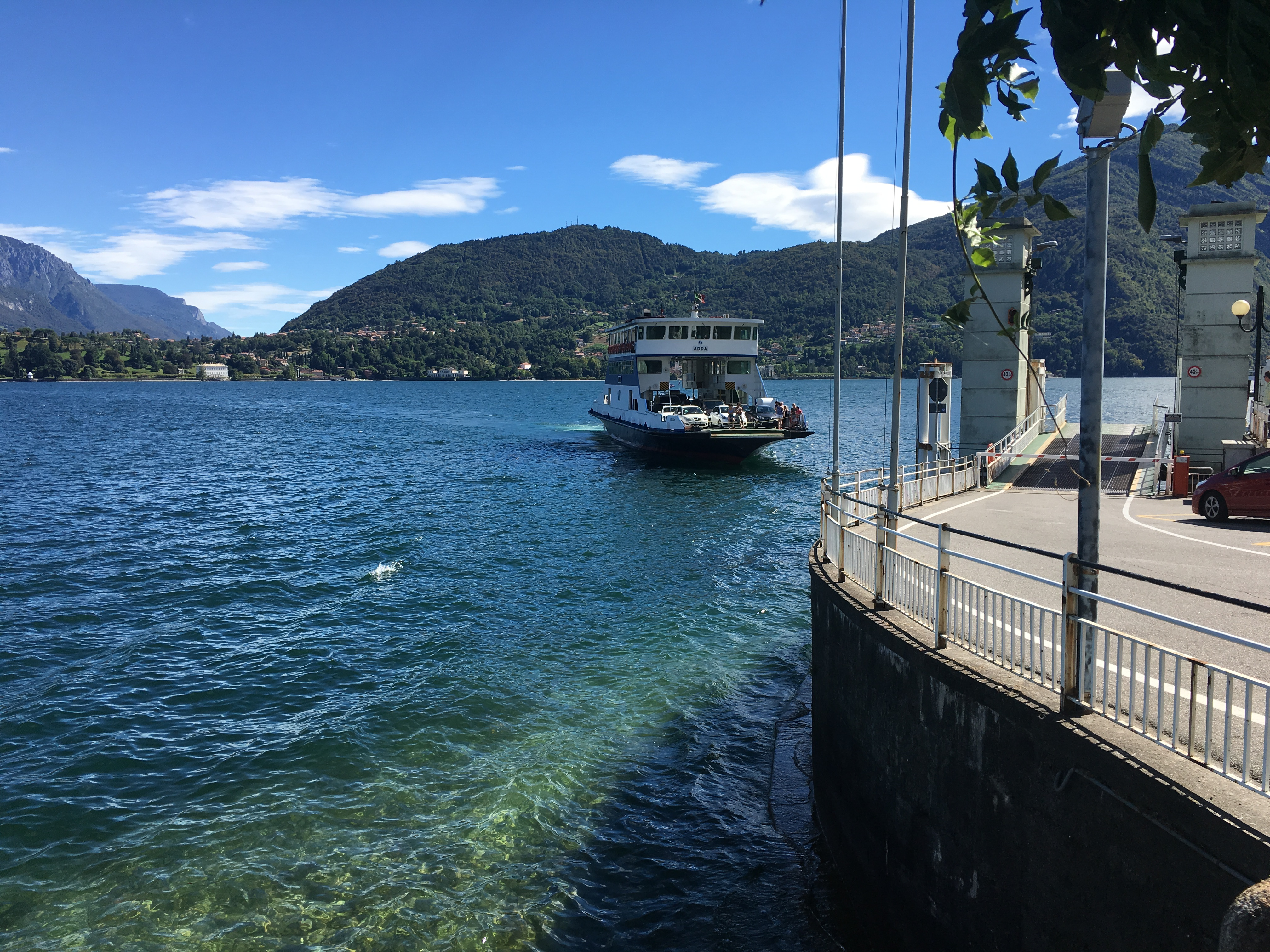
Arrivo di un traghetto a Cadenabbia

Prima dell'unità d'Italia
- 1751: 245 abitanti[6]
- 1771: 306 abitanti[9]
- 1807: 360 abitanti[9]
- 1853: 585 abitanti[10]

Dopo l'unità d'Italia
Abitanti censiti

## Geografia antropica

### Frazioni
La frazione a lago del comune di Griante è Cadenabbia.

## Infrastrutture e trasporti
Tra Cadenabbia e Bellagio è attivo un servizio di traghetti che permettono l'imbarco del proprio autoveicolo.